# Красный ручей (приток Серебрянки)
Кра́сный руче́й — водоток на территории природно-исторического парка «Измайлово» в Восточном административном округе Москвы, левый приток Серебрянки. Питание ручья происходит в основном за счёт воды искусственного происхождения. Своё название получил от Красного пруда, вероятно, гидроним указывает на красно-бурый цвет воды.
Длина ручья составляет 2,1 км, постоянное течение сохраняется в нижнем участке на протяжении 80 метров. Бассейн полностью залесен, речное русло превращено в канаву. Исток расположен в трёх сходящихся канавах возле Главной аллеи в Измайловском парке. Ручей протекает на север через Красный пруд, к востоку от Декоративного пруда разделяется на два рукава — западный и восточный. Первый проходит через Совхозный пруд, после которого впадает в Серебрянку. Второй протекает в естественном русле по территории луга и также впадает в главную реку. Расстояние между устьями ручья составляет 110 метров.